# Луций Волкаций Тул (консул 33 пр.н.е.)
Вижте пояснителната страница за други личности с името Луций Волкаций Тул.
Луций Волкаций Тул (на латински: Lucius Volcatius Tullus) e политик на късната Римска република.

## Биография
Той е син на Луций Волкаций Тул (консул 66 пр.н.е.) и брат на Гай Волкаций Тул.
През 46 пр.н.е. той е претор urba. През 33 пр.н.е. е избран за консул заедно с Октавиан Август (само на 1 януари). На тази служба е до 1 май.